# Преображеновка (Актюбинская область)
Преображеновка (каз. Преображеновка) — село в Каргалинском районе Актюбинской области Казахстана. Входит в состав Ащилисайского сельского округа. Код КАТО — 154033400.

## Население
В 1999 году население села составляло 220 человек (105 мужчин и 115 женщин). По данным переписи 2009 года, в селе проживало 155 человек (75 мужчин и 80 женщин).